# Chionaema basisticta
Chionaema basisticta là một loài bướm đêm thuộc phân họ Arctiinae, họ Erebidae.